# Luis José Rueda Aparicio
Luis José Rueda Aparicio (Sant Gil , 3 de març de 1962) és un cardenal, teòleg i professor catòlic colombià. Actualment exerceix com a arquebisbe de Bogotà i Primat de Colòmbia i president de la Conferència Episcopal Colombiana.

## Biografia

### Primers anys i formació
Nascut el 3 de març de 1962, al municipi colombià de San Gil del departament de Santander, allà va fer els seus estudis primaris i secundaris al Col·legi San José de Guanentá. Posteriorment va iniciar la seva formació sacerdotal; primer a Seminari Conciliar Sant Carles, on va fer cursos filosòfics i després al Seminari Major Arquidiocesà de Bucaramanga, on va fer els teològics.

### Sacerdoci
Va ser ordenat sacerdot per a la diòcesi de Socors i Sant Gil el 23 de novembre de 1989, pel llavors bisbe Jorge Leonardo Gómez Serna. Després va tenir l'oportunitat de viatjar a Itàlia per obtenir una llicenciatura en Teologia moral, per l'Acadèmia Pontifícia Alfonsiana de Roma.
En tornar a Colòmbia va exercir el seu ministeri a Socorro i San Gil, on durant 22 anys, va ocupar els càrrecs pastorals de:
- Rector a Albània (1990)
- Membre del Consell Presbiteral (1990-1992)
- Rector i professor del Seminari Major a Curití (1992)
- Membre del Consell Presbiteral (1994-1997)
- Membre del Col·legi de Consultors i professor del Seminari Major (1994-1999)
- Rector a Pinchote i Director de l'Any Introductori del Seminari Major (1999-2000)
- Rector "In Solidum" de Mogotes (2001-2002)
- Rector de Barichara (2003)
- Membre del Consell Presbiteral (2004-2007)
- Membre del Col·legi de Consultors (2004-2009)
- Subdirector del Secretariat Diocesà de Pastoral Social "SEPAS"
- Rector de l'Institut Tècnic per al Desenvolupament Rural "IDEAR" (2010)
- Vicari Episcopal de Pastoral de la Diòcesi de Socorro y San Gil.

## Episcopat

#### Bisbe de Montelíbano
El 2 de febrer de 2012, el papa Benet XVI el va nomenar com a nou bisbe de la diòcesi de Montelíbano, en successió d'Edgar de Jesús García Gil que va ser destinat a ser el bisbe de Palmira.
Va rebre la consagració episcopal el 14 d'abril, a mans del seu principal consagrant: el llavors nunci apostòlic al país Aldo Cavalli; i dels seus coconsagrants: l'arquebisbe metropolità de Bucaramanga, Ismael Rueda Sierra i el bisbe de Socorro i San Gil, Carlos Germán Mesa Ruiz.
Va prendre possessió oficial del càrrec, el dia 28 d'abril de 2012, en una cerimònia celebrada a la catedral de la Santa Creu.
Durant l'exercici del seu càrrec com a bisbe de Montelíbano, també va ser designat per la CIII Assemblea Plenària de juliol de 2017 com a president de la Comissió Episcopal de Pastoral Social i Caritativa.

### Arquebisbe de Popayan
El 19 de maig de 2018, el Papa Francesc el va nomenar arquebisbe metropolità de Popayan.
La seva possessió canònica va tenir lloc el dia 7 de juliol del mateix any.
El 29 de juny de 2018, en la Solemnitat dels Apòstols Sant Pere i Sant Pau, en una cerimònia a la Basílica de Sant Pere, va rebre el pal·li arquebisbal de mans del papa.
El 7 de juliol de 2018, en una cerimònia al coliseu L'Estada de Popayan , va rebre la imposició del pal·li arquebisbal de mans del llavors nunci apostòlic a Colòmbia, Ettore Balestrero.

#### Arquebisbe de Bogotà
El 25 d'abril de 2020, el papa Francesc ho va nomenar arquebisbe de Bogotà i Primat de Colòmbia.
La possessió canònica va tenir lloc l'11 de juny de 2020 a la catedral de Bogotà.
Com a arquebisbe de Bogotà, ha hagut d'enfrontar els efectes de la pandèmia de COVID-19 a Colòmbia, i els problemes socials que van derivar a l'Atur Nacional del 2021, on ha mostrat una postura de diàleg.
El 20 de juny de 2021, va concelebrar la renovació de la consagració de Colòmbia al Sagrat Cor de Jesús, per motiu de la celebració d'aquesta festa al país i pels problemes socials de la nació sud-americana en aquells dies.
El 9 de juliol de 2021 va enviar una delegació al Vaticà, per a l'entronització d'una imatge en mosaic de la Verge de Chiquinquirá, patrona de Colòmbia . La cerimònia es va fer per la inclusió de l'advocació mariana als jardins vaticans, i amb motiu de la celebració dels 102 anys de la declaració de la imatge com a patrona del país, el 1919.
El 7 de desembre de 2020 va ser nomenat membre de la Pontifícia Comissió per a Amèrica Llatina ad quinquennium.
Al maig de 2021, el papa Francesc el va nomenar administrador apostòlic de Soacha, després de la mort per complicacions derivades de COVID-19 del seu bisbe.

#### Cardenalat
El 9 de juliol de 2023, durant l'Àngelus del papa Francesc, es va fer públic que seria creat cardenal. Va ser-ne creat pel papa Francesc durant el consistori del 30 de setembre del mateix any, amb el títol de cardenal prevere de Sant Lluc a Via Prenestina.
El 4 d'octubre de 2023 va ser nomenat membre de la Pontifícia Comissió per a Amèrica Llatina.